# 馬丁·亨德森
馬丁·亨德森（Martin Henderson，1974年10月8日—）是紐西蘭的一位演員。他主要活躍在美國，最著名的作品是在ABC醫療電視劇實習醫生格雷中飾演Dr. Nathan Riggs角色。